# Brad Parks
Brad Parks (New Jersey, 13 luglio 1974) è uno scrittore statunitense specializzato in narrativa poliziesca.

## Biografia
Nato nel 1974 nel New Jersey, vive e lavora in Virginia.
Dopo gli studi alla Ridgefield High School e al Dartmouth College alternati alla scrittura di articoli per giornali sportivi locali, ha iniziato a lavorare come stagista per il New York Times e per il Boston Globe prima di venire assunto regolarmente al Washington Post.
Abbandonato il giornalismo, ha esordito nella narrativa nel 2009 con Faces of the Gone avente per protagonista il report investivativo Carter Ross al quale sono seguiti altri 7 romanzi e 3 raccolte di racconti.
Tra i numerosi riconoscimenti ottenuti si segnalano un Premio Nero Wolfe nel 2010 e due Premi Shamus nel 2010 e nel 2014, primo autore ad avere vinto entrambi gli award.

## Opere principali

### Romanzi

#### Serie Carter Ross
- Faces of the Gone (2009)
- Eyes of the Innocent (2011)
- The Girl Next Door (2012)
- The Good Cop (2013)
- The Player (2014)
- The Fraud (2015)

#### Altri romanzi
- Non dire niente (Say Nothing), Roma, Fanucci, 2017 traduzione di Tessa Bernardi ISBN 978-88-6688-280-0.
- Closer Than You Know (2018)

### Racconti

#### Serie Carter Ross
- The Nightgown (2012)

#### Altri racconti
- Dr. Juiceman (2012)
- Two for One (2013)

## Riconoscimenti
- Premio Nero Wolfe: 2010 per Faces of the Gone
- Premio Shamus per la miglior opera prima: 2010 per Faces of the Gone
- Lefty Award: 2013 per The Girl Next Door e 2014 per The Good Cop
- Premio Shamus per il miglio romanzo: 2014 per The Good Cop